# Friedrich Anton König

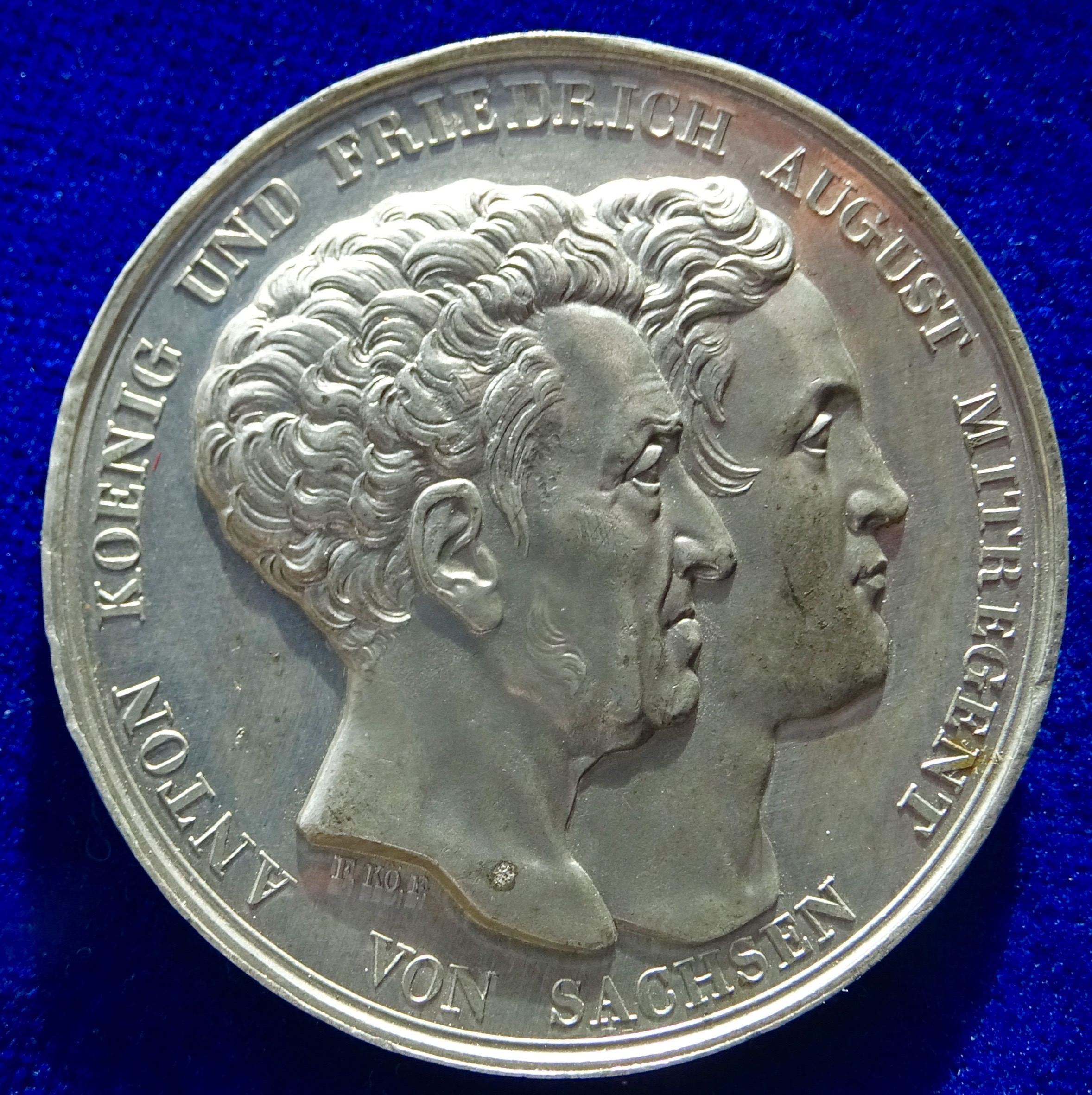
Medaille von Friedrich Anton König für Anton von Sachsen und Friedrich August II.

Friedrich Anton König (* 18. Januar 1794 in Breslau; † 19. Juni 1844 in Dresden) war ein deutscher Medailleur.

## Biografie
Friedrich Anton König war der Sohn des Medailleurs Anton Friedrich König d. J. Nach dem Tod des Medailleurs und Stempelschneiders Abraham Abramson am 23. Juli 1811 ging König als Assistent seines Vaters an die Münze in Berlin. 1824 wechselte er nach Dresden und wurde Königlich Sächsischer Hofmedailleur. Er war von 1824 bis 1844 Münzgraveur der Münzstätte Dresden. 1843 wurde er Mitglied der Preußischen Akademie der Künste in Berlin, Sektion für Bildende Künste.